# Matalascañas
Matalascañas és una platja i urbanització costanera d'Almonte (Huelva). Pertany al terme municipal d'Almonte, al sud-oest de la comunitat autònoma d'Andalusia. Està completament encerclada pel Parc Nacional de Doñana i pel Parc Natural de Doñana.

## Atractiu turístic

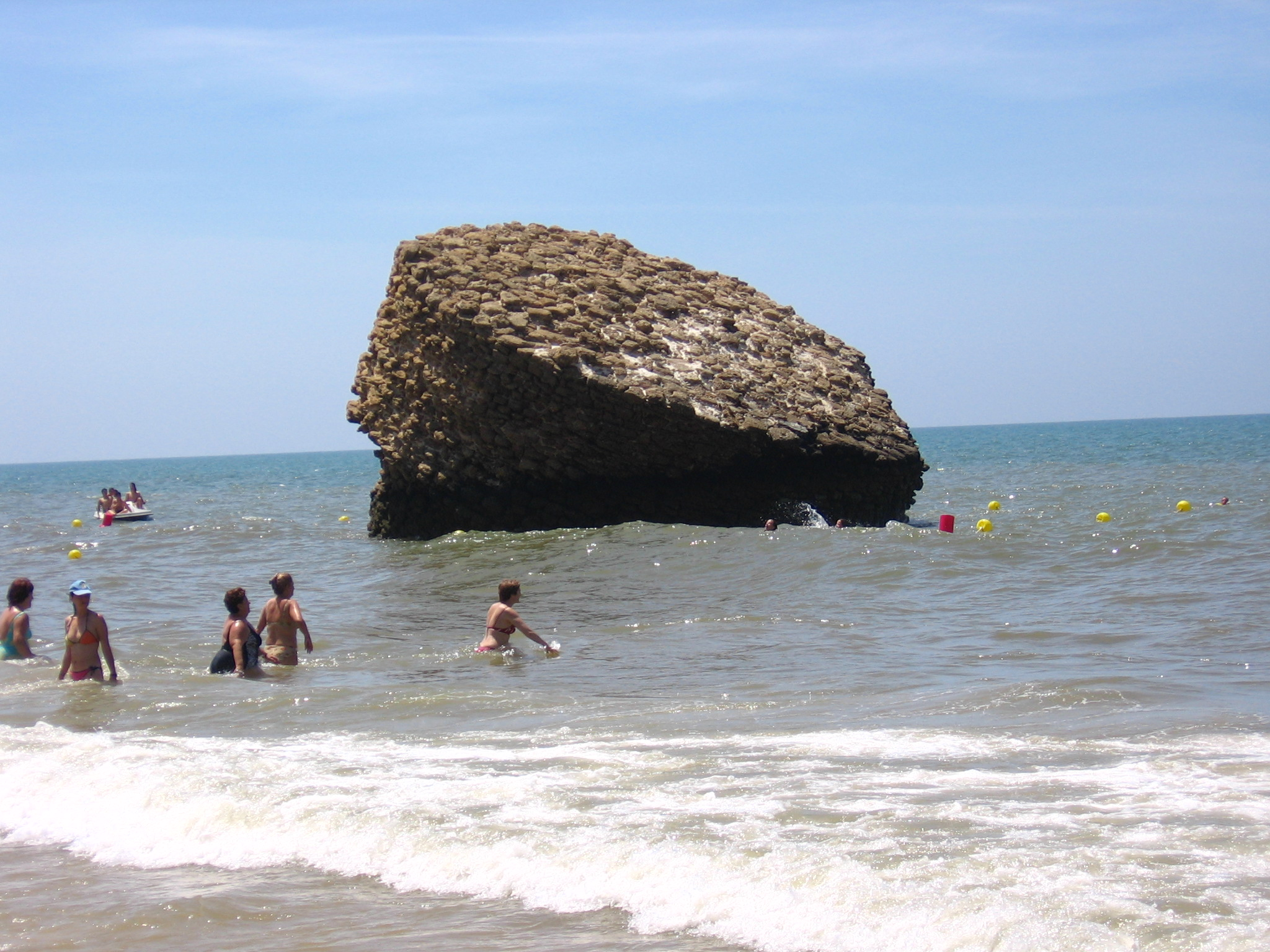
Torre de la Higuera

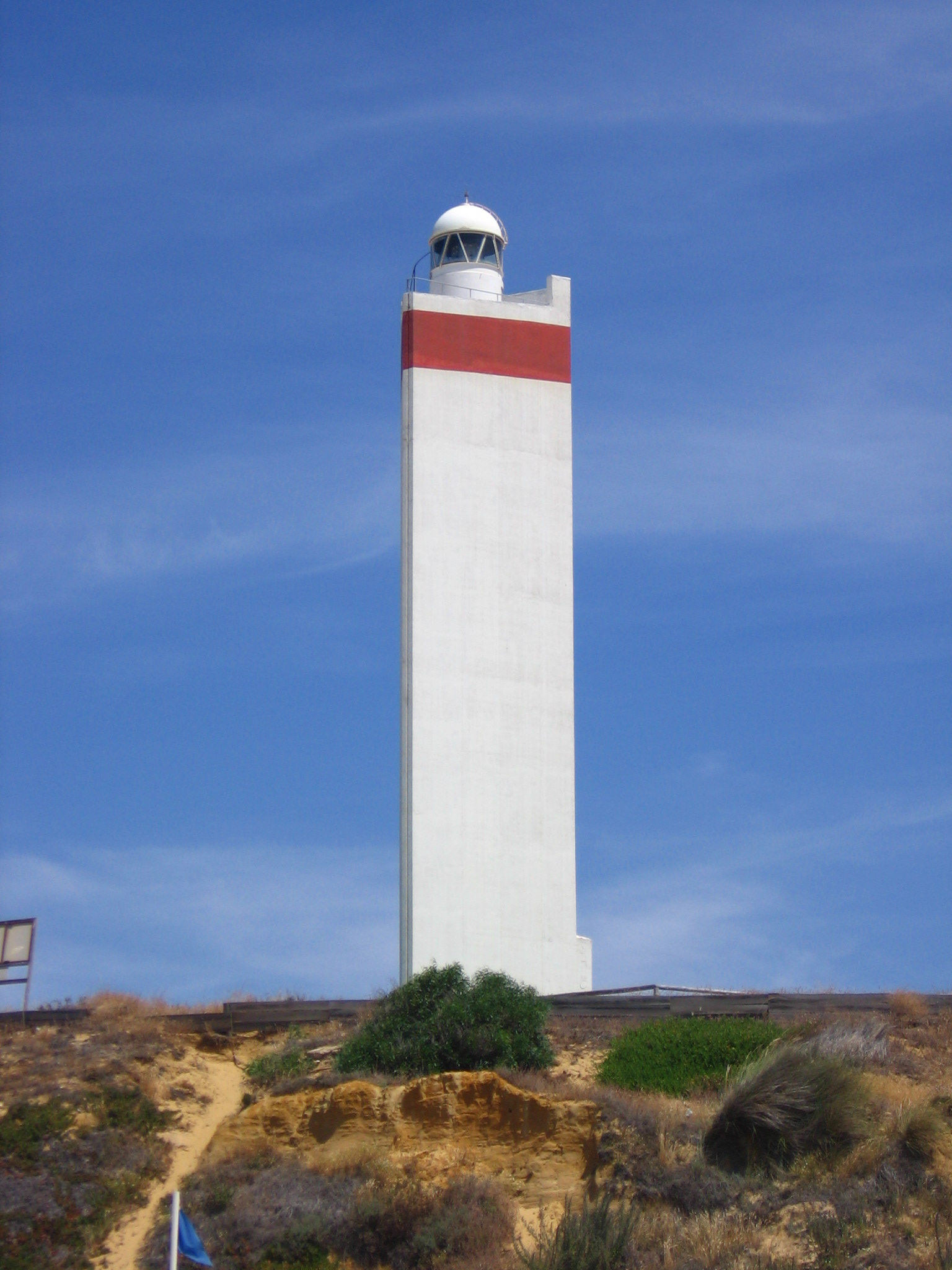
Far de Matalascañas.

El seu monument més destacable és la Torre de la Higuera, una torre construïda cap al segle xvi com a defensa militar.
La platja de Matalascañas, amb una longitud de 4,5 km, és de sorra blanca de gra fi. Varia en densitat d'ocupació entre les zones de Torre la Higuera i El Coto (a tocar del Parc Nacional de Doñana). Hi ha instal·lacions hoteleres i zones d'oci, amb platges semi-verges de més de 60 km, de les més llargues de la Costa de la Luz.

## Problemàtica ambiental
La seva població té una gran variació entre estiu i hivern, en tant que és principalment una zona d'estiueig. Fa anys aquest fet creava certs problemes ambientals a Doñana, degut a la sobre-explotació d'aqüífers i al gran trànsit que suporta la carretera d'Almonte, i que motivava sovint l'atropellament d'exemplars de linx ibèric. Aquest darrer fet s'ha limitat en els últims anys mercès a la construcció de tanques al parc, i de passos elevats per a la fauna.

## Esdeveniments
El 1995 s'hi celebrà el LX Campionat d'Espanya d'escacs, en format de torneig obert, que guanyà el català Miquel Illescas, per davant del basc José Luís Fernández.